# Колін Казім-Річардс
Колін Казім-Річардс (тур. Colin Kâzım-Richards, англ. Colin Kazim-Richards, нар. 26 серпня 1986, Лондон) — англо-турецький футболіст антигуанського походження, фланговий півзахисник клубу «Дербі Каунті».
Насамперед відомий виступами за клуб «Фенербахче», а також національну збірну Туреччини.

## Клубна кар'єра
Вихованець футбольної школи клубу «Бері». Дорослу футбольну кар'єру розпочав 2004 року в основній команді того ж клубу, в якій провів один сезон, взявши участь у 30 матчах чемпіонату.
Згодом з 2005 по 2007 рік грав у складі клубів «Брайтон енд Гоув» та «Шеффілд Юнайтед».

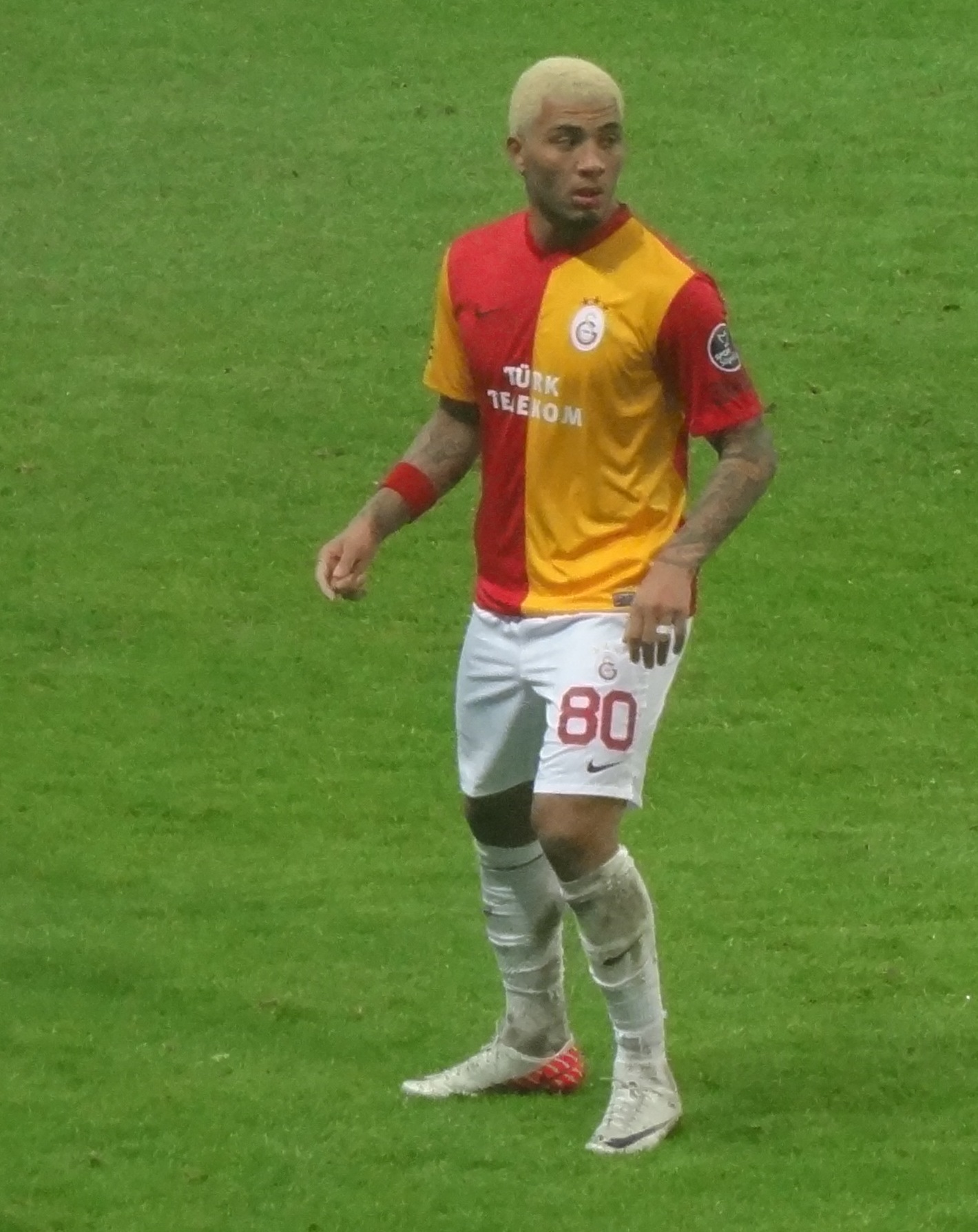
Колін Казім-Річардс під час виступів за «Галатасарая». 14 січня 2012 року.

Своєю грою за останню команду привернув увагу представників тренерського штабу клубу «Фенербахче», до складу якого приєднався 2007 року. Відіграв за стамбульську команду наступні чотири сезони своєї ігрової кар'єри. 2010 року віддавався на правах оренди до французької «Тулузи».
Протягом 2011—2012 років захищав кольори «Галатасарая».
До складу грецького «Олімпіакоса» приєднався на правах оренди на початку 2012 року, пізніше того ж року був орендований англійським «Блекберн Роверз».
2013 року повернувся до Туреччини, уклавши контракт з «Бурсаспором», а влітку 2014 року на умовах оренди перейшов до нідерландського «Феєнорда», який по завершенні оренди викупив контракт гравця.
У січні 2016 року перейшов в шотландський «Селтік», підписавши з клубом контракт на 2,5 роки. Відтоді встиг відіграти за команду з Глазго 2 матчі в національному чемпіонаті.

## Виступи за збірні
2007 року залучався до складу молодіжної збірної Туреччини. На молодіжному рівні зіграв у 5 офіційних матчах, забив 1 гол.
2007 року дебютував в офіційних матчах у складі національної збірної Туреччини.
У складі збірної був учасником чемпіонату Європи 2008 року в Австрії та Швейцарії. На континентальній першості Казім Казім, як його стали називати турецькі вболівальники, відіграв всі матчі на позиції правого інсайда і став разом з командою бронзовим призером чемпіонату.
Наразі провів у формі головної команди країни 37 матчів, забивши 2 голи.

## Титули і досягнення
- Чемпіон Греції (1):

«Олімпіакос»: 2011–12
- Чемпіон Шотландії (1):

«Селтік»: 2015–16
- Володар Кубка Греції (1):

«Олімпіакос»: 2011–12
- Володар Суперкубка Туреччини (3):

«Фенербахче»: 2007, 2009
«Галатасарай»: 2013
- Чемпіон Бразилії (1):

«Корінтіанс»: 2017
- Переможець Ліги Пауліста (2):

«Корінтіанс»: 2017, 2018